# 日本陸軍鉄道連隊A/B形蒸気機関車
日本陸軍鉄道連隊A/B形蒸気機関車（にほんりくぐんてつどうれんたいA/Bがたじょうききかんしゃ）は、かつて陸軍鉄道連隊に在籍していた蒸気機関車である。

## 概要

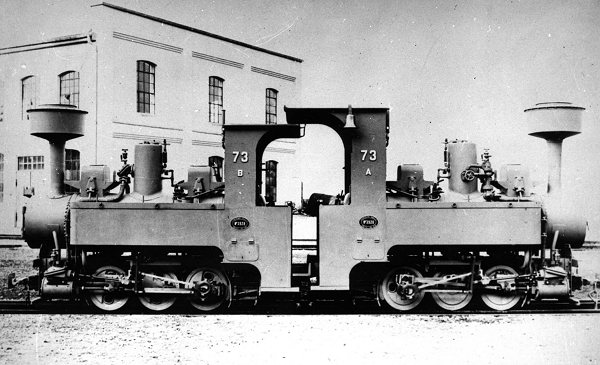
ドイツ帝国鉄道連隊が使用していた双合機関車

1901年よりドイツの有力機関車メーカー各社で製造された600mm軌間の野戦軽便鉄道用ウェルタンク機関車である。
それぞれ屋根の高さや運転台の機器配置の相違から、A形・B形と区別して付番された2両の軸配列0-6-0 (C) 形単式2気筒タンク機関車を背中合わせに連結し、1人の機関士と2人の機関助士で運行可能とした、「双合機関車」 (Zwillingloks) と呼ばれる特殊構造の機関車であるが、A形とB形の間は通常の連結器で連結されており、切り離して1両単位で独立して使用することも可能な構造であった。
原設計はクラウス社が1890年にドイツ陸軍の野戦軽便鉄道 (Heeresfeldbahn) 向け1 A/Bとして初号車を納入したもので、これはクラウス社固有の系列番号が4xxであったが、日本の鉄道大隊によって試行的に発注された当初の5セット10両 (1 - 5 A/B) については系列番号がZwp、1905年に鉄道連隊向けとしてクラウス社から輸入されたグループ (A/B 37 - 46) はZwxと少しずつ改良が施されていた。
1901年に刺賀商会経由で輸入された5セットおよび10km分の組み立て軌条の使用実績が比較的良好であったため、日露戦争に備えて1905年春にアルトゥル・コッペル (Arthur Koppel A.-G.) 社が日本陸軍より188セット376両の双合機関車および組み立て軌条などの機材一式を受注し、同戦争中に陸軍が満州に敷設を計画した野戦軽便鉄道での使用に間に合わせるべく同一仕様で以下の各社に振り分けて製造させた。
- A/B 1 - 36：ハノーファー機械製作所
- A/B 37 - 46：クラウス
- A/B 47 - 56：ヘンシェル・ウント・ゾーン[8]
- A/B 57 - 76：ザクセン機械工場・旧名リヒャルト・ハルトマン
- A/B 77 - 111：シュヴァルツコップ
- A/B 112 - 126：アーノルト・ユング機関車工場
- A/B 127 - 163：ボルジッヒ機関車工場
- A/B 164 - 188：オーレンシュタイン・ウント・コッペル

これらは基本的に全てクラウス社の原設計に忠実に従って製造されたが、シュヴァルツコップ製のA/B 77 - 111のみは水タンクの鋲接を半丸鋲で行っていた。
これらは1905年夏から1906年初頭にかけての時期に日本へ来着しており、1905年9月のポーツマス条約締結で早期講和が成立した日露戦争には間に合わなかった。
性能面では概ね問題なしと判定されたが、ボイラ水面の傾斜の問題から、背中合わせでの連結運転時には勾配は55‰以下に制約され、それ以上の勾配での使用時には、2両を同方向に向けて連結運転を行って対処することとされた。
その後は大半が満州や樺太などに配備されたが、日本国内の鉄道第1・2連隊にも少ないながらも配備があり、それらは津田沼の演習線での使用や、千葉県営鉄道への貸し出しなどに供された。
この内、A/B 7は1913年に試験的に台枠と動輪を新造して軸配置Dに改造されたが、これは他には波及していない。
旧外地への配備グループは第二次世界大戦後放棄されたため、その消息は不明であるが、日本国内に残存していた一部は、少なくとも西武鉄道・小湊鉄道・常総鉄道・三松炭砿・今泉炭砿・福島県庁に払い下げられたことが確認されている。

## 主要諸元
- 全長 8,241mm
- 全幅 1,664mm
- 全高 2,687mm
- 軌間 600mm
- 軸配置 0-6-0+0-6-0（C+C）
- 動輪直径 586mm[11]
- 弁装置 外側スティーヴンスン式
- シリンダー（直径×行程） 180mm×240mm
- ボイラー圧力 15.0kg/cm2[12]
- 火格子面積 0.29m2 x2
- 全伝熱面積 14.29m2 x2
- 煙管（直径×長サ×数） 44mm×2,195mm×43
- 機関車重量（運転整備） 8.19t x2
- 最大軸重 2.73t
- 機関車性能：
  - シリンダ引張力（0.85P）：1,710kg ×2
  - 動輪周馬力　30PS x2